# ایبالیزومب
ایبالیزومب(به انگلیسی: Ibalizumab) (با نام تجاری Trogarzo) یک پادتن مونوکلونال غیر سرکوبگر سیستم ایمنی انسانی است که به CD4، گیرنده اصلی برای ویروس اچ‌آی‌وی وصل می‌شود، و از ورود آن به سلول جلوگیری می‌کند.
در ۶ مارس ۲۰۱۸، سازمان غذا و داروی آمریکا این دارو را برای HIV-1 مقاوم در برابر دارو تأیید کرد. این دارو به صورت هر ۱۴ روز یکبار از طریق پزشک متخصص آموزش دیده به صورت داخل وریدی تجویز می‌شود. ایبالیزومب به صورت ترکیبی با سایر داروهای ضد ویروس استفاده می‌شود.